# Chloé
Chloé (французское произношение: [klɔˈe]; «Клоэ́») — французский дом моды, специализирующийся на выпуске одежды прет-а-порте, аксессуаров и парфюмерии.

## История
Дом Chloé основала модельер и предпринимательница Габи Агьен через семь лет после её переезда в 1945 году из Египта в Париж, где она сначала шила и продавала платья в местных бутиках.  В 1952 году Габи Агьен с Жаком Ленуаром  (фр. Jacques Lenoir) создали                                                             компанию Chloé и управляли ею вплоть до продажи в 1985 году крупному швейцарскому холдингу Richemont.
Выбранное название Chloé, по одной из версий, было связано с эпитетом древнегреческой богини Деметры — Хлоя (греч. Χλόη)  цветущая, зеленеющая. По другой версии, Габи, считавшая своё имя  неблагозвучным, выбрала для названия компании имя близкой подруги Хлоэ де Брюметон (фр. Chloe de Brjumeton). Но в любом случае, стиль Дома моды Chloé отличают качества, соответствующие греческим представлениям о красоте — женственность, теплота и естественность, использование свободного кроя из красивых и качественных тканей. С общим духом марки согласуются коллекции различных аксессуаров, включая оправы и солнцезащитные очки.
Именно Габи Агьен предложила понятие прет-а-порте для создания моделей готовой одежды, запускаемых модельерами в массовое производство, и сделала готовую одежду обычной для современного человека. Первый показ Chloé состоялся в 1956 году. В 1960-е годы основатели компании собрали первую плеяду талантливых модельеров, среди которых были Жерар Пипар (фр. Gerard Pipart), Максима де ла Фалас (фр. Maxime de la Falaise) и Кристиана Бэйли (фр. Christiane Bailly). В 1966 году творческое направление возглавил Карл Лагерфельд, среди постоянных клиентов Chloé значились Джеки Кеннеди и Бриджит Бардо.
С 1995 по 2002 год должность главного дизайнера занимала Стелла Маккартни, затем во главе Chloé встала Фиби Фило. Независимо от частой смены руководства этого Дома моды и видоизменений стиля, продукция Chloé постоянно остаётся востребованной с тех пор, как Габи Агьен  придумала готовую одежду класса люкс (фр. luxury pret-a-porter). 
Бренд Chloé выбирают для себя многие звёзды мира искусства: Сиенна Миллер, Мадонна Миллер, Дженьюари Джонс, Мэгги Джилленхол, Камерон Диас, Эмма Стоун, Клеманс Поэзи, Кэти Холмс и другие.
Костюмы для специальных выступлений артистов создавали разные известные кутюрье: Коко Шанель, Ив Сен-Лоран, Джанни Версаче, Александр МакКуин и другие. Эту традицию продолжает новый креативный директор компании Chloé — Наташа Рамсей-Леви (фр. Natacha Ramsay-Levi), поклонница балета, особенно  Вацлава Нижинского. 
В 2018 году на международном фестивале «Бенуа де ла Данс», который также называют «Оскаром» для танцоров, в балетной постановке «И когда прошёл день» британского хореографа  Дэвида Доусона на знаменитой сцене Большого театра прима-балерина Мария Кочеткова и датчанин Себастиян Клоборг (англ. Sebastian Kloborg) танцевали в костюмах, созданных дизайнерами Chloé.

## Коллекции

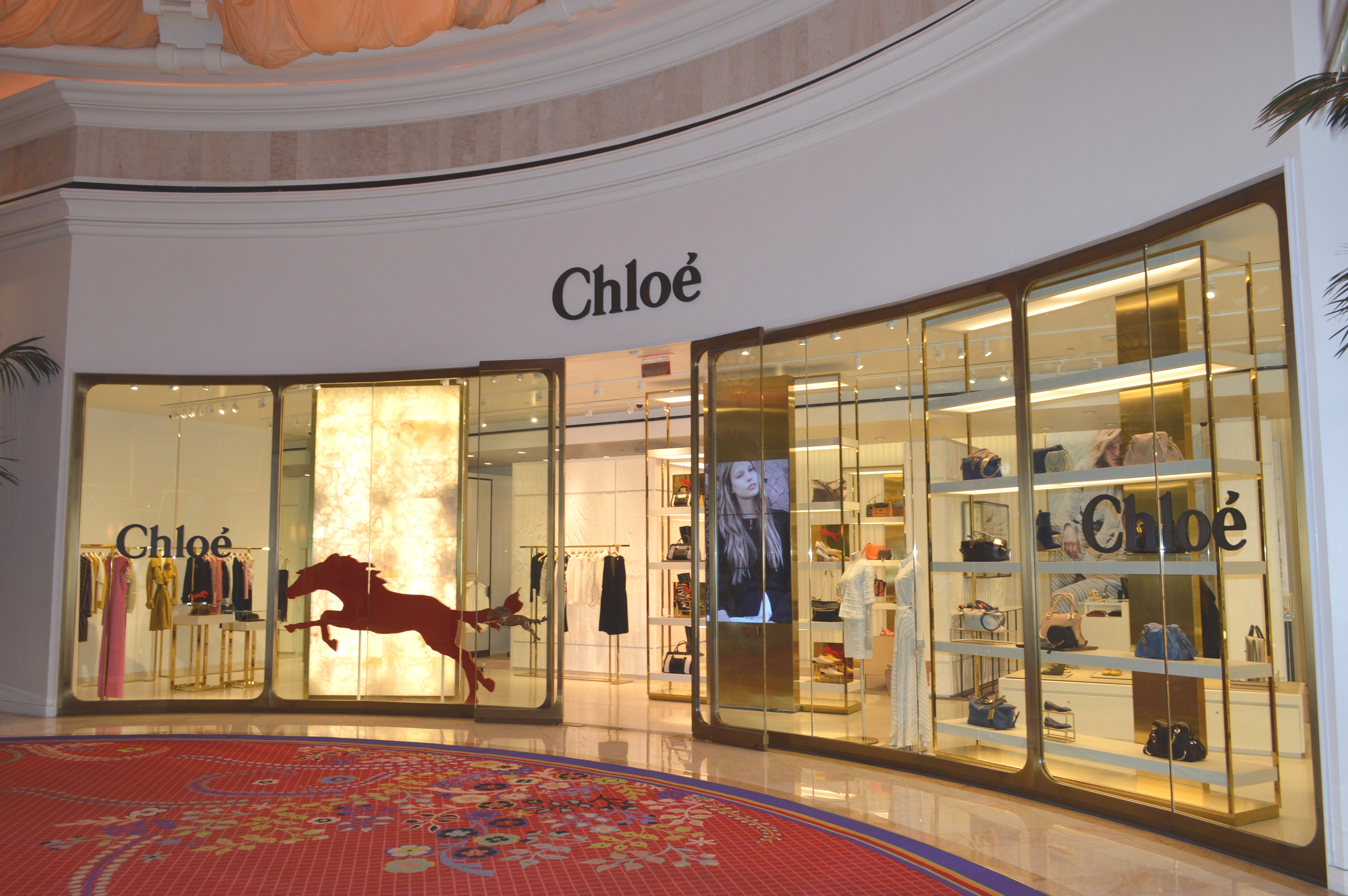
Chloé в отеле «Wynn» Лас-Вегаса к НГ 2014 — китайскому году лошади

Коллекции Chloé разнообразны по целенаправленности на покупателей разного возраста и стиля жизни. Неделя моды в Париже два раза в год предлагает обновлённые линии дорогостоящей готовой одежды. 
С 2001 года развивается молодёжная линия «See by Chloé», представляющая дизайн романтической эстетики и сочетание красочности с элементами фольклора. Предложения выставляются в онлайн-показе мод.

## Распространение

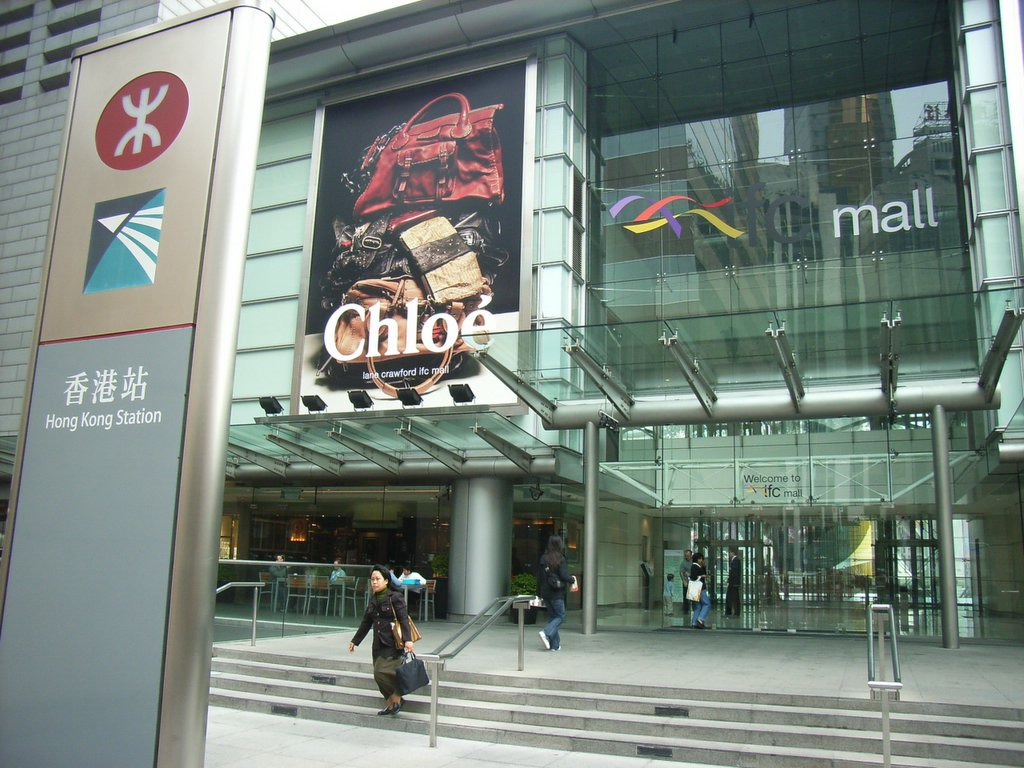
Chloé в Гонконге, фото 2006 года

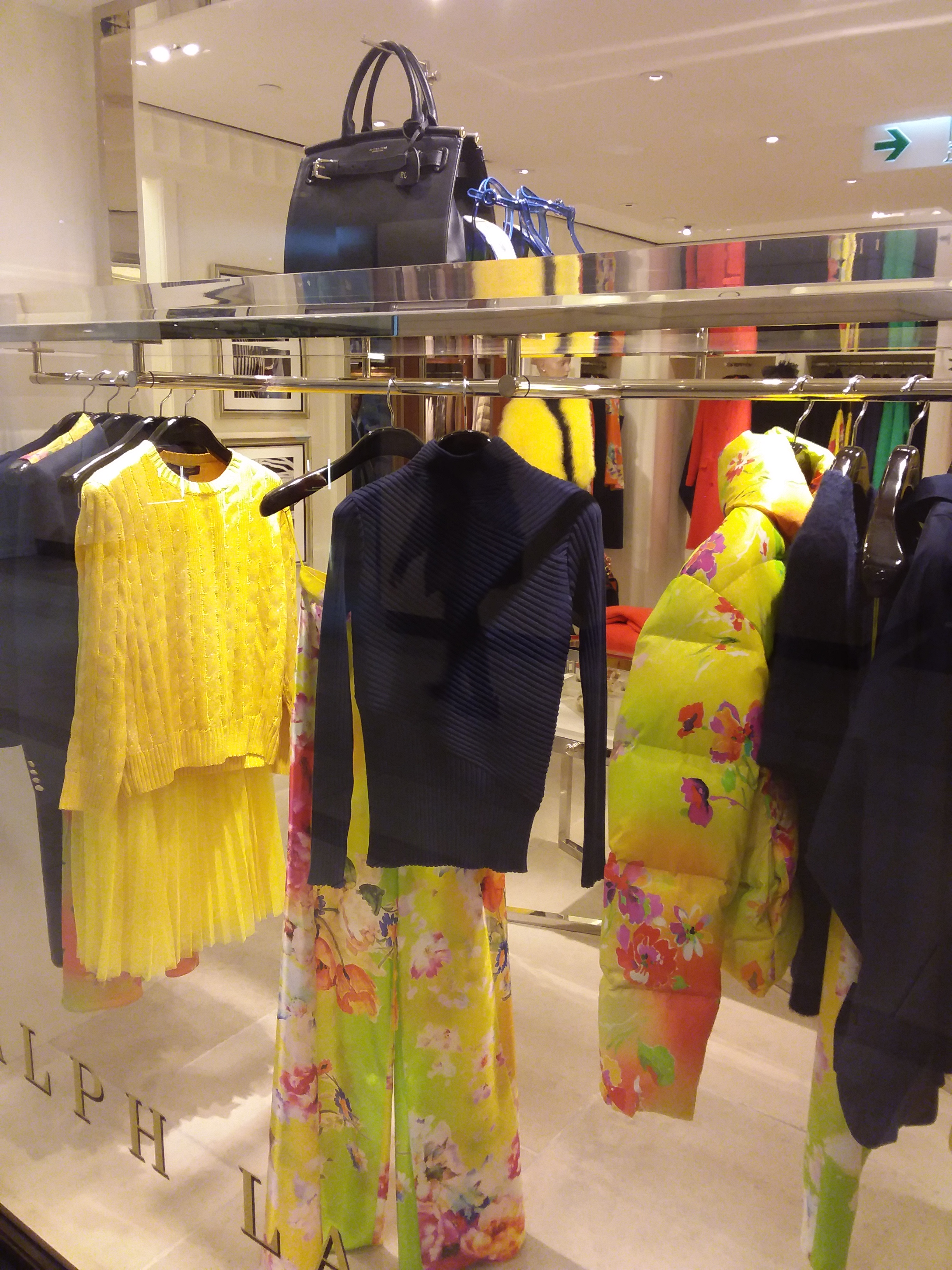
Chloé в Гонконге, фото 2019 года

Штаб-квартира Chloé расположена на авеню Персе (фр. Percier), VIII округ Парижа. Региональные офисы есть в Нью-Йорке, Токио, Шанхае, Гонконге и Дубае. 
Продукцию Chloé на представительных показах моды и в рекламных кампаниях популяризируют супермодели разных стран мира: Фрея Беха Эриксен (Дания),  Фернанда Таварес (Бразилия), Кармен Касс (Эстония), Марина Вакт (Франция), Тони Гаррн (Германия), Роми Стрейд (Нидерланды), Шалом Харлоу (Канада), Магдалена Фраковяк (Польша), Анна Вьялицына (Россия и США), американские модели Кэролин Мёрфи, Кристи Тарлингтон, Жаклин Яблонски, юная российская модель Анна Павага и другие.
В 2024 году на съезде Демократической партии Камала Харрис была в костюме Chloé цвета coconut brown.